# بارتونزویل (ویرجینیا)
بارتونزویل (به انگلیسی: Bartonsville) یک منطقهٔ مسکونی در ایالات متحده آمریکا است که در شهرستان فردریک، ویرجینیا واقع شده‌است.